# (9882) Столлман
(9882) Сто́ллман (англ. Stallman) — небольшой тёмный астероид главного пояса, который был открыт 28 сентября 1994 года в рамках проекта университета Аризоны по изучению комет и астероидов Spacewatch в обсерватории Китт-Пик и назван в честь Ричарда Столлмана, основателя Проекта GNU, на результатах работы которого основана операционная система GNU/Linux, используемая, в частности, для некоторых исследований малых планет.